# آلفا لاوال
آلفا لاوال (به سوئدی: Alfa Laval) شرکت خدمات فنی و مهندسی سوئدی است، که در سال ۱۸۸۳ توسط گوستاو دی لاوال و اسکار لام تأسیس شد.
این شرکت، که در آغاز فعالیت در شاخه متفاوت از آنچه امروزه فعالیت می‌کند، تأسیس شده بود، در حال حاضر در زمینه تولید تجهیزات تخصصی-صنعتی و نیز تولید قطعات و لوازم موردنیاز در صنایع سنگین و همچنین عرضه این محصولات، در بازار صنایع، فعالیت می‌نماید.
حوزه دیگر عملیات شرکت آلفا لاوال حمل‌ونقل و توزیع محصولات گوناگون می‌باشد، که این محصولات، شامل: روغن، آب، مواد شیمیایی، نوشابه، آب معدنی، مواد غذایی و دارو می‌باشند.